# Hanns Ludin
Hanns Elard Ludin (10 juni 1905 – 9. december 1947) var en tysk diplomat.
Ludin blev født i Freiburg som barn af Friedrich og Johanna Ludin. Han begyndte sit nazistiske tilhørsforhold i 1930 ved at slutte sig til det tyske nazistiske parti, og blev arresteret for sine politiske aktiviteter samme år. Han sad i fængsel indtil 1931, han sluttede sig til SA efter sin løsladelse.
Ludin var heldig at overleve "De lange knives nat" i 1934, hvor Adolf Hitler likviderede en stor del af den venstreorienterede del af Nazi-partiet. Ludin genopbyggede sit ry ved at slutte sig til Udenrigskontoret, og han blev ambassadør i Republikken Slovakiet i 1941, hvor han erstattede Manfred von Killinger.
I 1943 blev han forfremmet til SA-Obergruppenführer.
Efter anden verdenskrig blev han udleveret til Tjekkoslovakiet, hvor han blev retsforfulgt med SS-Obergruppenführer Hermann Höfle (ikke at forveksle med SS-Sturmbannführer Hermann Julius Höfle). Han blev dømt til døden, og blev hængt den 9. december 1947.  
Han var gift med Erla von Jordan (1905 – 1997), og sammen havde de seks børn: Erika (1933 – 1997), Barbara (født 1935), Ellen (født 1937), Tilman (1939 – 1999), Malte (født 1942) og Andrea (født 1943).
1. ↑  Navnet er anført på engelsk og stammer fra Wikidata hvor navnet endnu ikke findes på dansk.
2. ↑  Navnet er anført på engelsk og stammer fra Wikidata hvor navnet endnu ikke findes på dansk.
3. ↑  Navnet er anført på engelsk og stammer fra Wikidata hvor navnet endnu ikke findes på dansk.
4. ↑  Navnet er anført på svensk og stammer fra Wikidata hvor navnet endnu ikke findes på dansk.